# Elecciones generales de Togo de 1963
Las elecciones generales se llevaron a cabo en Togo el 5 de mayo de 1963, poco después de la caída de Sylvanus Olympio en un golpe militar. Antes de ser derrocado (y asesinado), Olympios había prohibido todos los partidos políticos excepto el Partido de la Unidad de Togo, en 1961. Nicolas Grunitzky, del Movimiento Popular Togolés, fue elegido Presidente de la República sin oposición, y para el legislativo se presentó una única lista de la "Unión por la Reconciliación Nacional" que englobaba cuatro partidos políticos: el Partido de la Unidad de Togo, Juvento, la Unión Democrática del Pueblo Togolés, y el Movimiento Popular Togolés. La lista fue aprobada con el 98.6 de los votantes. A cada partido se le otorgaron 14 asientos de la Asamblea Nacional. La participación fue del 91.1%.

## Resultados

### Presidencial
| Candidato                          | Partido                            | Votos   | %    |
| ---------------------------------- | ---------------------------------- | ------- | ---- |
| Nicolas Grunitzky                  | Movimiento Popular Togolés         | 568,893 | 100  |
| Votos anulados                     | Votos anulados                     | 13,416  | −    |
| Total                              | Total                              | 582,309 | 100  |
| Votantes registrados/participación | Votantes registrados/participación | 639,524 | 91.1 |
| Fuente: Nohlen et al.              |                                    |         |      |

### Legislativa
| Partido                              | Votos   | %    | Escaños |
| ------------------------------------ | ------- | ---- | ------- |
| Unión por la Reconciliación Nacional | 568,893 | 98.6 | 56      |
| En contra                            | 7,993   | 1.4  | −       |
| Votos anulados                       | 5,423   | −    | −       |
| Total                                | 582,309 | 100  | 56      |
| Votantes registrados/participación   | 639,524 | 91.1 | −       |
| Source: Nohlen et al.                |         |      |         |